# Cupa României 2014-2015
Cupa României 2014-2015 (cunoscută ca și Cupa României Timișoreana 2014-2015) a fost cea de-a 77-a ediție a celui mai vechi turneu eliminator din fotbalul românesc. Astra Giurgiu, campioana en-titre, a fost eliminată în șaisprezecimi de Mioveni. Finala competiției s-a desfășurat pe 31 mai 2015, pe Arena Națională.

## Echipe
| Faza           | Cluburi rămase | Cluburi participante | Câștigători din runda precedentă | Intrate în competiție | Ligi                            |
| -------------- | -------------- | -------------------- | -------------------------------- | --------------------- | ------------------------------- |
| Faza județeană | -              | -                    | niciunul                         | -                     | Nivelele 4, 5 și 6 din piramidă |
| Faza I         | 185            | 82                   | 41                               | 82                    | Liga a III-a                    |
| Faza a II-a    | 103            | 94                   | 41                               | 53                    | Liga a III-a                    |
| Faza a III-a   | 50             | 48                   | 48                               | niciunul              | niciuna                         |
| Faza a IV-a    | 50             | 56                   | 24                               | 32                    | Liga a II-a                     |
| Faza a V-a     | 50             | 28                   | 28                               | niciunul              | niciuna                         |
| Șaisprezecimi  | 32             | 32                   | 14                               | 18                    | Liga I                          |
| Optimi         | 16             | 16                   | 16                               | niciunul              | niciuna                         |
| Sferturi       | 8              | 8                    | 8                                | niciunul              | niciuna                         |
| Semifinale     | 4              | 4                    | 4                                | niciunul              | niciuna                         |
| Finala         | 2              | 2                    | 2                                | niciunul              | niciuna                         |

## Calendar
Calendarul anunțat de Federația Română de Fotbal pentru Cupa României 2014-2015:
| Faza          | Date                    | Număr de meciuri | Cluburi | Intrate în competiție |
| ------------- | ----------------------- | ---------------- | ------- | --------------------- |
| Faza I        | 16 iulie 2014           | 42               | 82      | 82: 103 – 185         |
| Faza a II-a   | 30 iulie 2014           | 44               | 94      | 53: 50 - 103          |
| Faza a III-a  | 13 august 2014          | 24               | 48      | niciunul              |
| Faza a IV-a   | 27 august 2014          | 28               | 56      | 32: 19 - 50           |
| Faza a V-a    | 10 septembrie 2014      | 14               | 28      | niciunul              |
| Șaisprezecimi | 24 septembrie 2014      | 16               | 32      | 18: 1 - 18            |
| Optimi        | 29 octombrie 2014       | 8                | 16      | niciunul              |
| Sferturi      | 3 decembrie 2014        | 4                | 8       | niciunul              |
| Semifinale    | 4 martie-1 aprilie 2015 | 4                | 4       | niciunul              |
| Finala        | 31 mai 2015             | 1                | 2       | niciunul              |

## Faza I
Meciurile primei faze s-au jucat pe 16 iulie 2014.
| Echipa 1                    | Scor | Echipa 2                  |
| --------------------------- | ---- | ------------------------- |
| Victoria Țăndărei           | 2–1  | Rapid Fetești             |
| Lucky Sport Management      | 0–6  | Dinamo II București       |
| Dunărea Ostrov              | 0–1  | Callatis Mangalia         |
| Viitorul Domnești           | 1–4  | Voința Snagov             |
| Progresul Cernica           | 0–3  | Viitorul Buzău            |
| Unirea Briceni              | 2–1  | Concordia II Chiajna      |
| CS Tunari                   | 2–3  | Arsenal Malu              |
| Înainte Modelu              | 3–5  | Gloria Popești Leordeni   |
| Valea Ursului               | 5–2  | FCM Târgoviște            |
| Urban Titu                  | 2–0  | Flacăra Moreni            |
| CS Conpet Ploiești          | 1–0  | Astra II Giurgiu          |
| Sepsi Sfântu Gheorghe       | 3–0  | Municipal Câmpina         |
| Csikszereda Miercurea Ciuc  | 4–0  | FC Păpăuți                |
| Inter Cristian              | 3–0  | Civitas Făgăraș           |
| Granitul Babadag            | 6–1  | Sporting Liești           |
| Sportul Chișcani            | 3–4  | Conpet Cireșu             |
| Oțelul II Galați            | 2–1  | Gloria Ivești             |
| FC Panciu                   | 4–0  | CSM Moinești              |
| Vitis Suletea               | 1–5  | CS Aerostar Bacău         |
| Dinamo Onești               | 3–0  | FCM Bacău                 |
| Voința Ion Creangă          | 4–3  | Ceahlăul II Piatra Neamț  |
| Rapid II București          | 0–3  | AS Popești Leordeni       |
| Transdor Tudora             | 4–0  | Bucovina Rădăuți          |
| Rapid Dumești               | 3–0  | Bucovina Pojorâta         |
| Progreul Frătăuții Vechi    | 4–1  | Sporting Suceava          |
| Gloria II Bistrița          | 3–1  | Unirea Dej                |
| Inter Ciugud                | 0–7  | Arieșul Turda             |
| Înfrățirea Valea Izvoarelor | 3–0  | Avântul Reghin            |
| Someșul Apahida             | 2–4  | Unirea Jucu               |
| CSC Sânmartin               | 5–2  | Sănătatea Cluj-Napoca     |
| FC Zalău                    | 1–4  | Sportul Șimleul Silvaniei |
| FCM Baia Mare               | 10–1 | Speranța Colțău           |
| Someșul Oar                 | 3–0  | Maramureșul Baia Mare     |
| ACS UTA Bătrâna Doamnă      | 4–3  | Muncitorul Reșița         |
| ASU Politehnica Timișoara   | 2–1  | Millenium Giarmata        |
| Minerul Anina               | 3–0  | AFCM Reșița               |
| Minerul Mehedinți           | 3–0  | Minerul Jilț Mătăsari     |
| Gilortul Târgu Cărbunești   | 1–2  | Știința Turceni           |
| Jiul Rovinari               | 0–3  | Retezatul Hațeg           |
| Flacăra Horezu              | 2–0  | Viitorul Craiova          |
| Viitorul Carcea             | 0–2  | CS Podari                 |
| AS Milcov                   | 3–0  | FC Balș                   |
| Speranța Biertan            | 3–0  | FC Avrig                  |

## Faza a II-a
Meciurile fazei a II-a s-au jucat pe 30 iulie 2014.
| Echipa 1                   | Scor | Echipa 2                       |
| -------------------------- | ---- | ------------------------------ |
| Inter Cristian             | 3–0  | Conpet Ploiești                |
| Urban Titu                 | 0–1  | Chindia Târgoviște             |
| Valea Ursului              | 6–5  | SCM Argeșul Pitești            |
| Dinamo II București        | 3–0  | Sportul Studențesc București   |
| Voința Snagov              | 9–3  | CS Juventus București          |
| Unirea Brânceni            | 0–2  | FC Ștefănești                  |
| Arsenal Malu               | 2–1  | Metaloglobus București         |
| Gloria Popești-Leordeni    | 1–3  | CS Balotești                   |
| Atletic Bradu              | 0–5  | CS Inter Clinceni              |
| Dunărea Călărași           | 4–2  | CS Afumați                     |
| Viitorul Buzău             | 5–3  | Conpet Cireșu                  |
| Victoria Țăndărei          | 0–1  | Viitorul Axintele              |
| Granitul Babadag           | 3–2  | Callatis Mangalia              |
| Young Stars Panciu         | 2–0  | Oțelul II Galați               |
| Sepsi Sfântu Gheorghe      | 3–0  | FC Zagon                       |
| Csikszereda Miercurea Ciuc | 1–2  | Avântul Reghin                 |
| Dinamo Onești              | 0–1  | Aerostar Bacău                 |
| Progreul Fărătăuții Vechi  | 0–1  | Cetatea Târgu Neamț            |
| Voința Ion Creangă         | 3–1  | Petrobub Roman                 |
| Transdor Tudora            | 3–4  | Kosarom Pașcani                |
| Rapid Dumești              | 0–2  | CS Știința Miroslava           |
| Someșul Oar                | 1–6  | FCM Baia Mare                  |
| Gloria II Bistrița         | 0–1  | Arieșul Turda                  |
| Sportul Șimleul Silvaniei  | 1–3  | Unirea Jucu                    |
| CS Sânmartin               | 3–0  | FC Oșorhei                     |
| ACS UTA Bătrâna Doamnă     | 3–2  | CS Național Sebiș              |
| CS Ineu                    | 3–0  | FC UTA Arad                    |
| ASU Politehnica Timișoara  | 1–2  | Nuova Mama Mia Becicherecu Mic |
| Vulturii Textila Lugoj     | 1–2  | FC Caransebeș                  |
| Minerul Anina              | 1–6  | Minerul Motru                  |
| Minerul Mehedinți          | 4–5  | Știința Turceni                |
| CS Podari                  | 3–0  | FC Universitatea Craiova       |
| Flacăra Horezu             | 0–1  | Pandurii II Târgu Jiu          |
| Retezatul Hațeg            | 1–3  | FC Hunedoara                   |
| Speranța Biertan           | 0–3  | Metalurgistul Cugir            |
| AS Milcov                  | 8–1  | CS Vișina Nouă                 |

## Faza a III-a
Meciurile fazei a treia s-au desfășurat pe 13 august 2014.
| Echipa 1               | Scor       | Echipa 2                       |
| ---------------------- | ---------- | ------------------------------ |
| Voința Ion Creangă     | 1–4        | FC Cetatea Târgu Neamț         |
| Avântul Reghin         | 0–2        | Arieșul Turda                  |
| CSC Sânmartin          | 2–0        | CS Ineu                        |
| FC Hunedoara           | 5–4 (pen.) | Metalurgistul Cugir            |
| ACS UTA Bătrâna Doamnă | 3–0        | Nuova Mama Mia Becicherecu Mic |
| Pandurii II Târgu Jiu  | 0–2        | FC Caransebeș                  |
| Știința Turceni        | 1–2        | Minerul Motru                  |
| AS Milcov              | 5–3        | CS Podari                      |
| AS Valea Ursului       | 4–6        | Chindia Târgoviște             |
| AS Arsenal Malu        | 0–1        | FC Ștefănești                  |
| Viitorul Axintele      | 3–1        | CS Balotești                   |
| Viitorul Buzău         | 1–3        | Dinamo II București            |
| Voința Snagov          | 5–6        | CS Inter Clinceni              |
| Granitul Babadag       | 0–1        | Dunărea Călărași               |
| Inter Cristian         | 3–2        | Sepsi Sfântul Gheorghe         |
| FC Panciu              | 6–7 (pen.) | CS Aerostar Bacău              |
| CSM Pașcani            | 0–1        | CS Știința Miroslava           |
| Unirea Jucu            | 3–1        | FCM Baia Mare                  |

## Faza a IV-a
Meciurile fazei a IV-a s-au desfășurat pe 26 august 2014.
| Echipa 1               | Scor       | Echipa 2             |
| ---------------------- | ---------- | -------------------- |
| FC Cetatea Târgu Neamț | 2–0        | FCM Dorohoi          |
| Arieșul Turda          | 2–0        | FC Hunedoara         |
| CSC Sânmartin          | 1–2 (d.p)  | FC Bihor Oradea      |
| Minerul Motru          | 0–2        | FC Caransebeș        |
| ACS UTA Bătrâna Doamnă | 1–3 (d.p.) | CS Șoimii Pâncota    |
| Farul Constanța        | 3–0        | Dunărea Galați       |
| Fortuna Poiana Câmpina | 3–0        | ASC Corona Brașov    |
| AS Milcov              | 1–7        | Chindia Târgoviște   |
| Inter Clinceni         | 1–3        | FC Voluntari         |
| Dinamo II București    | 0–1        | FC Ștefănești        |
| Dunărea Călărași       | 4–5 (pen.) | Viitorul Axintele    |
| Aerostar Bacău         | 3–0        | Sporting Club Vaslui |
| Știința Miroslava      | 0–3        | Rapid CFR Suceava    |
| Inter Cristian         | 0–1        | Unirea Tărlungeni    |
| Unirea Jucu            | 3–0        | Gloria Bistrița      |

## Faza a V-a
Meciurile fazei a V-a s-au desfășurat pe 9 septembrie 2014.
| Echipa 1               | Scor       | Echipa 2           |
| ---------------------- | ---------- | ------------------ |
| Aerostar Bacău         | 0–5        | SC Bacău           |
| Cetatea Târgu Neamț    | 0–1        | Rapid CFR Suceava  |
| Farul Constanța        | 1–3 (d.p.) | Săgeata Năvodari   |
| Viitorul Axintele      | 6–4 (pen.) | Unirea Slobozia    |
| Gloria Buzău           | 0–1        | CF Brăila          |
| FC Ștefănești          | 2–3        | ACS Berceni        |
| Fortuna Poiana Câmpina | 3–0        | Unirea Tărlungeni  |
| FC Voluntari           | 1–2        | CS Mioveni         |
| Chindia Târgoviște     | 2–1        | FC Academica Argeș |
| ACS FC Olt Slatina     | 3–5 (pen.) | CSM Râmnicu Vâlcea |
| FC Caransebeș          | 9–8 (pen.) | Metalul Reșița     |
| Șoimii Pâncota         | 3–2        | ACS Poli Timișoara |
| Unirea Jucu            | 6–5 (pen.) | Olimpia Satu Mare  |
| Arieșul Turda          | 0–1        | FC Bihor Oradea    |

## Șaisprezecimi
Meciurile din faza șaisprezecimilor s-au desfășurat în perioada 23-25 septembrie 2014.
| 25 septembrie 2014 | Mioveni                          | 3–1 | Astra Giurgiu | Pitești                                                             |  |
| 18:00              | Stoica 19' Popa 42' Mîrzeanu 90' |     | Cristescu 17' | Stadion: Nicolae Dobrin Spectatori: 3.000 Arbitru: Adrian Comănescu |  |

| 24 septembrie 2014 | Viitorul Axintele | 0–2 | CFR Cluj      | Axintele, Ialomița                                     |  |
| 16:00              |                   |     | Doré 26', 34' | Stadion: Comunal Spectatori: 500 Arbitru: Marian Barbu |  |

| 25 septembrie 2014 | ACS Berceni | 0–3 | Steaua București      | Berceni, Ilfov                                           |  |
| 20:30              |             |     | Iancu 75', 86', 90+3' | Stadion: Berceni Spectatori: 2.400 Arbitru: Marius Avram |  |

| 24 septembrie 2014 | Unirea Jucu | 0–3 | Petrolul                    | Cluj-Napoca                                                  |  |
| 18:30              |             |     | Astafei 24', 57' N'Koyi 30' | Stadion: Cluj Arena Spectatori: 1.800 Arbitru: Florin Andrei |  |

| 24 septembrie 2014 | Poiana Câmpina           | 2–5 (d.p.) | Dinamo                                   | Ploiești                                                    |  |
| 20:30              | Cioinac 51' Munteanu 72' |            | Rotariu 61', 63', 111' Bilinski 92', 96' | Stadion: Ilie Oană Spectatori: 5.000 Arbitru: Paul Unimatan |  |

| 23 septembrie 2014 | Șoimii Pâncota | 1–2 | Pandurii                    | Pâncota, Arad                                                  |  |
| 16:00              | Băd 30'        |     | Nistor 22' Suciu 84' (aut.) | Stadion: Pâncota Spectatori: 1.000 Arbitru: Florin Mihai Marcu |  |

| 25 septembrie 2014 | Team Săgeata⁠(d) | 0–3 | Viitorul Constanța                    | Năvodari, Constanța                                         |  |
| 16:00              |                 |     | Marin 31' Nedelcu 62' Ursu 66' (aut.) | Stadion: Petromidia Spectatori: 1.000 Arbitru: Iulian Călin |  |

| 25 septembrie 2014 | Caransebeș | 1–2 | CSU Craiova                  | Caransebeș                                                     |  |
| 16:00              | Lupu 24'   |     | Goșa 20' (aut.) Ferfelea 69' | Stadion: Balta Sărată Spectatori: 2.100 Arbitru: Marian Balaci |  |

| 25 septembrie 2014                         | FC Bihor                      | 1–1 (d.p.) (4–5 d.l.d.)                        | U Cluj         | Oradea                                                          |  |
| 16:00                                      | Sorian 86'                    |                                                | Boutadjine 57' | Stadion: Iuliu Bodola Spectatori: 4.000 Arbitru: Denis Haidiner |  |
|                                            | Penalty-uri de departajare⁠(d) |                                                |                |                                                                 |  |
| Dobrescu · Sorian · Letan · Lukacs · Lazăr |                               | Boutadjine · Ciupe · Lungu · Ceppelini · Mușat |                |                                                                 |  |

| 23 septembrie 2014 | Dacia U Brăila | 0–1 | Oțelul   | Brăila                                                                |  |
| 16:00              |                |     | Jula 57' | Stadion: Municipal Spectatori: 1.000 Arbitru: Andrei Florin Chivulete |  |

| 24 septembrie 2014 | Gauss Bacău | 1–5 (d.p.) | Ceahlăul                                      | Bacău                                                   |  |
| 16:00              | Căinari 67' |            | Marc 90+4' Pavel 91' Popadiuc 99', 103', 111' | Stadion: Municipal Spectatori: 800 Arbitru: Iulian Dima |  |

| 24 septembrie 2014 | Chindia   | 1–3 | FC Brașov                     | Târgoviște                                                       |  |
| 16:00              | Pătru 61' |     | Ganea 31' Santos 43' Popa 73' | Stadion: Eugen Popescu Spectatori: 2.500 Arbitru: Dragoș Istrate |  |

| 23 septembrie 2014 | Rapid CFR Suceava | 1–0 (d.p.) | Gaz Metan | Suceava                                                         |  |
| 16:00              | Negru 103'        |            |           | Stadion: Areni Spectatori: 4.500 Arbitru: Horațiu Mircea Feșnic |  |

| 23 septembrie 2014 | Râmnicu Vâlcea | 0–1 | CSMS Iași | Râmnicu Vâlcea                                             |  |
| 16:00              |                |     | Dedu 2'   | Stadion: Municipal Spectatori: 1.500 Arbitru: Adrian Ilyeș |  |

| 23 septembrie 2014                  | Rapid                         | 0–0 (d.p.) (5–4 d.l.d.)                   | Botoșani | București                                                 |  |
| 20:30                               |                               |                                           |          | Stadion: Giulești Spectatori: 2.500 Arbitru: Florin Marin |  |
|                                     | Penalty-uri de departajare⁠(d) |                                           |          |                                                           |  |
| Coman · Iacob · Buș · Țînc · Vasile |                               | Fülöp · Ngadeu · Bordeanu · Browne · Ianc |          |                                                           |  |

| 23 septembrie 2014 | ASA Târgu Mureș                        | 4–1 | Chiajna      | Târgu Mureș                                                |  |
| 18:30              | Axente 27', 66' Pereira 36' N'Doye 43' |     | Dyulgerov 5' | Stadion: Trans-Sil Spectatori: 2.000 Arbitru: Cătălin Popa |  |

## Optimi
Meciurile din faza optimilor s-au desfășurat în perioada 28-30 octombrie 2014.
| 28 octombrie 2014 | Mioveni  | 1–0 | Dinamo | Pitești                                                           |  |
| 18:00             | Ayza 23' |     |        | Stadion: Nicolae Dobrin Spectatori: 10.000 Arbitru: Marian Balaci |  |

| 28 octombrie 2014 | CSMS Iași | 0–1 | Steaua București | Iași                                                                        |  |
| 20:30             |           |     | Stanciu 89'      | Stadion: Emil Alexandrescu Spectatori: 7.500 Arbitru: Horațiu Mircea Feșnic |  |

| 29 octombrie 2014 | ASA Târgu Mureș                                | 4–0 | Ceahlăul | Târgu Mureș                                                  |  |
| 16:00             | Gorobsov 45+1' Henrique 47' Hora 53' Bumba 77' |     |          | Stadion: Trans-Sil Spectatori: 2.000 Arbitru: Dragoș Istrate |  |

| 29 octombrie 2014 | CSU Craiova            | 2–1 (d.p.) | Viitorul Constanța | Craiova                                                        |  |
| 18:00             | Băluță 54' Mateiu 112' |            | Țîru 90+2'         | Stadion: Ion Oblemenco Spectatori: 3.500 Arbitru: Florin Miron |  |

| 29 octombrie 2014 | FC Brașov   | 1–3 | U Cluj                           | Brașov                                                        |  |
| 20:30             | Machado 27' |     | Lemnaru 18' Ceppelini 22', 45+1' | Stadion: Tineretului Spectatori: 1.000 Arbitru: Radu Petrescu |  |

| 30 octombrie 2014 | Oțelul               | 2–3 (d.p.) | Pandurii                         | Galați                                                  |  |
| 16:00             | Popa 11' Cristea 41' |            | Predescu 12' Erico 88' Elton 93' | Stadion: Oțelul Spectatori: 1.500 Arbitru: Marian Barbu |  |

| 30 octombrie 2014 | Rapid CFR Suceava     | 2–3 | Petrolul                              | Suceava                                                |  |
| 18:30             | Matei 56' Golofca 69' |     | Ipsa 27' Velescu 57' (aut.) Hadad 60' | Stadion: Areni Spectatori: 3.500 Arbitru: Iulian Călin |  |

| 30 octombrie 2014 | Rapid     | 1–2 | CFR Cluj               | București                                                |  |
| 20:30             | Pancu 10' |     | Doré 79' Chanturia 87' | Stadion: Giulești Spectatori: 3.500 Arbitru: Iulian Dima |  |

## Sferturi
Meciurile din faza sferturilor s-au desfășurat în perioada 2-4 decembrie 2014.
| 2 decembrie 2014 | Mioveni                      | 3–4 | CFR Cluj                                           | Pitești                                                           |  |
| 20:30            | Stoica 36' Nilă 52' Glan 59' |     | Tadé 61' (pen.), 87' Chanturia 68' Ivanovski 90+1' | Stadion: Nicolae Dobrin Spectatori: 2.000 Arbitru: Dragoș Istrate |  |

| 3 decembrie 2014 | U Cluj        | 1–0 | Pandurii | Cluj-Napoca                                                   |  |
| 20:30            | Ceppelini 45' |     |          | Stadion: Cluj Arena Spectatori: 1.000 Arbitru: Cristian Balaj |  |

| 4 decembrie 2014 | ASA Târgu Mureș | 0–1 | Petrolul  | Târgu Mureș                                                  |  |
| 18:00            |                 |     | Albín 88' | Stadion: Trans-Sil Spectatori: 3.000 Arbitru: Ovidiu Hațegan |  |

| 4 decembrie 2014 | CSU Craiova | 0–1 | Steaua București   | Craiova                                                            |  |
| 20:30            |             |     | Rusescu 69' (pen.) | Stadion: Ion Oblemenco Spectatori: 25.000 Arbitru: Alexandru Tudor |  |

## Semifinale
Prima manșă s-a desfășurat în perioada 3-5 martie 2015, iar manșa secundă s-a desfășurat în perioada 31 martie-2 aprilie 2015.
| 4 martie 2015TUR | CFR Cluj | 0–0 | U Cluj | Cluj-Napoca                                                                 |  |
| 21:30            |          |     |        | Stadion: Dr. Constantin Rădulescu Spectatori: 4.000 Arbitru: Robert Dumitru |  |

| 5 martie 2015TUR | Petrolul   | 1–1 | Steaua București | Ploiești                                                       |  |
| 21:30            | Tchité 22' |     | Chipciu 90+4'    | Stadion: Ilie Oană Spectatori: 7.500 Arbitru: Adrian Comănescu |  |

| 1 aprilie 2015RETUR                 | U Cluj                        | 0–0 (d.p.) (4–2 d.l.d.)                  | CFR Cluj | Cluj-Napoca                                                  |  |
| 21:30                               |                               |                                          |          | Stadion: Cluj Arena Spectatori: 10.000 Arbitru: Marius Avram |  |
|                                     | Penalty-uri de departajare⁠(d) |                                          |          |                                                              |  |
| Doré · Larie · Chanturia · Petrucci |                               | Ciupe · Lungu · Castillion · Cristocea · |          |                                                              |  |

| 2 aprilie 2015RETUR | Steaua București                 | 3–1 | Petrolul | București                                                         |  |
| 21:30               | A. Popa 21' Iancu 32' Tănase 68' |     | Ipsa 70' | Stadion: Arena Națională Spectatori: 14.000 Arbitru: George Găman |  |

## Finala
Finala a avut loc pe 31 mai 2015.
| 31 mai 2015 | U Cluj | 0–3 | Steaua București            | București                                                            |  |
| 21:00       |        |     | A. Popa 9', 53' Rusescu 48' | Stadion: Arena Națională Spectatori: 37.764 Arbitru: Alexandru Tudor |  |